# Іванівка (Херсонський район)
Іва́нівка — село в Україні, у Дар'ївській сільській громаді Херсонського району Херсонської області. Населення становить 7 осіб.

## Історія
Село засновано у ХІХ столітті.
З 2019 року, в ході децентралізації, село увійшло до складу Дар'ївської сільської громади.
19 липня 2020 року, в результаті адміністративно-територіальної реформи та ліквідації Білозерського району, село увійшло до складу Херсонського району.

### Російсько-українська війна (з 2014)
24 лютого 2022 року село було окуповане російськими військами.
11 листопада 2022 року Збройні сили України повідомили про визволення села з-під російської окупації в ході контрнаступу в Херсонській області. 
Після звільнення село перебуває під постійним вогнем російської армії. 7 лютого 2023 року окупанти обстріляли село.

## Населення
Згідно з переписом УРСР 1989 року чисельність наявного населення села становила 715 осіб, з яких 333 чоловіки та 382 жінки.
За переписом населення України 2001 року в селі мешкало 725 осіб.

### Мовний склад
Рідна мова населення за даними перепису 2001 року:
| Мова       | Кількість | Відсоток |
| ---------- | --------- | -------- |
| українська | 682       | 94.07%   |
| російська  | 40        | 5.52%    |
| болгарська | 3         | 0.41%    |
| Усього     | 725       | 100%     |

## Відомі особи
- Варецька Валентина Федорівна (1900—1981) — заслужена артистка України.
- Чепинога Павло Йосипович (1912—1963) — Герой Радянського Союзу[9].